# 516 (tal)
516 är det naturliga heltal som följer 515 och följs av 517.

## Matematiska egenskaper
- 516 är ett jämnt tal.
- 516 är ett sammansatt tal.
- 516 är ett ymnigt tal.
- 516 är ett harshadtal.

## Inom vetenskapen
- 516 Amherstia, en asteroid.